# Marlow Moss
Marjorie Jewel Moss, detta Marlow (Londra, 29 maggio 1889 – Penzance, 23 agosto 1958), è stata una pittrice e scultrice britannica, nota per essere stata la prima artista costruttivista del Regno Unito.

## Biografia
Marlow Moss nacque nel quartiere londinese di Kilburn, figlia di Lionel e Fannie Moss. Si avvicino all'arte come musicista, ma dovette abbandonare gli studi dopo aver contratto la tubercolosi durante l'infanzia; si dedicò prima al balletto e poi alle arti figurative. Intorno al 1919 cambiò il proprio nome in Marlow e cominciò ad indossare abiti prevalentemente da uomo. Era lesbica ed ebbe una relazione con la scrittrice Antoinette Hendrika Nijhoff-Wind.
Studiò alla St John's Wood Art School, alla Slade School of Fine Art e all'Académie Moderne di Parigi, dove studiò sotto la guida di Fernand Léger e Amédée Ozenfant. Amica e collaboratrice di Piet Mondrian, fu tra i primi membri dell'Abstraction-Création e fu l'unica artista britannica ad apparire in tutti e cinque numeri dei quaderni pubblicati.
Con lo scoppio della seconda guerra mondiale, tornò in patria e si trasferì vicino a Lamorna Cove in Cornovaglia, dove studiò architettura alla Penzance School of Art. Le sue opere sono esposte nei principali musei d'arte moderna al mondo, tra cui la Tate Modern, il Museum of Modern Art e il Rijksmuseum, e alcune tele furono presentate alla celebre mostra L'altra metà dell'avanguardia 1910-1940 a Milano nel 1980. Due grandi retrospettive della sua opera furono allestite all'Hanover Gallery nel 1953 e nel 1958, anno in cui morì a Penzance all'età di 69 anni.